# パンジャーブ語
パンジャーブ語（パンジャーブご、Panjabi or Punjabi、グルムキー文字： ਪੰਜਾਬੀ , シャームキー文字پنجابی）は、インドとパキスタンにまたがるパンジャーブ地方の言語である。パンジャービー語とも称される。
インド語派に属し、語順はSOV型である。南アジアの言語のうち、ヒンディー語・ベンガル語に次ぐ話者数を擁する。

## 分布
パンジャーブ語の話者の多くはパキスタン東部のパンジャーブ州に住んでおり、パキスタンで最も多い人口の39%（2017年）の母語であるにもかかわらず、パキスタンでは公用語にはされていない。パンジャーブ州都であるラホールでも、人口の大部分がパンジャーブ語話者であるにもかかわらず、書き言葉としては文芸雑誌か私信にしかパンジャーブ語は使われず、ウルドゥー語や英語に比べて、その地位は高くない。
インドでは、インドのパンジャーブ州の公用語およびデリーの第二公用語になっているほか、インド連邦レベルでも憲法の第8付則に定められた22の指定言語のひとつである。近隣のハリヤーナー州、ヒマーチャル・プラデーシュ州にも話者がいる。
パンジャーブ語は在外インド人の主要な言語のひとつでもある。カナダでは43万人がパンジャーブ語を母語とし（2011年）、イギリスでは27万人がパンジャーブ語話者である（2011年）。ほかにオーストラリア・アメリカ合衆国のカリフォルニア州などにも分布する。
パンジャーブ語はシク教の重要な言語であり、聖典である『グル・グラント・サーヒブ』は主にこの言語で書かれている。

## 音声
母音はヒンディー語と同じく、短母音 a i u /ə ɪ ʊ/ と、長母音 ā ī ū e ai o au /ɑ i u e ɛ o ɔ/ がある。各長母音には対応する鼻母音がある。
子音は以下のとおり。f z x ɣ は外来語にのみ現れ、それぞれ ph j kh g と区別されないことも多い。
|                | 両唇音 唇歯音 | 歯音   | そり舌音       | 後部歯茎音 硬口蓋音 | 軟口蓋音 | 声門音 |
| -------------- | ------------- | ------ | -------------- | ------------------- | -------- | ------ |
| 破裂音・破擦音 | p ph b        | t th d | ṭ /ʈ/ ṭh ḍ /ɖ/ | c /tʃ/ ch j /dʒ/    | k kh g   |        |
| 鼻音           | m             | n      | ṇ /ɳ/          |                     |          |        |
| 摩擦音         | (f)           | s (z)  |                | š /ʃ/               | (x) (ɣ)  | h /ɦ/  |
| ふるえ音       |               | r      | ṛ /ɽ/          |                     |          |        |
| 側面音         |               | l      | ḷ /ɭ/          |                     |          |        |
| 半母音         | v             |        |                | y /j/               |          |        |

パンジャーブ語の大きな特徴として、いわゆる有声帯気音の系列（gh jh ḍh ṛh dh bh）が消滅して語頭で無声無気音・語頭以外で有声無気音に変化し、その代償として声調が発達していることがあげられる。h も語頭以外では、少数の例外を除いて消滅し、やはり声調に痕跡を残している。一般に、語頭に有声帯気音があった場合は低い声調になり、それ以外の箇所では先行する音節が高い声調になる。
| 声調 | 意味           | パンジャーブ語 | ヒンディー語 |
| ---- | -------------- | -------------- | ------------ |
| 無標 | むち           | koṛā           | koṛā         |
| 高   | ハンセン病患者 | kóṛā           | koṛhī        |
| 低   | 馬             | kòṛā           | ghoṛā        |

ヒンディー語では古い重子音が借用語以外では消滅し、その代償として母音が長母音に変化しているが、パンジャーブ語では重子音がそのまま残っている（例：buḍḍā「老いた」、ヒンディー語 būṛhā、サンスクリット vr̥ddha）。
パンジャーブ語ではそり舌音の ṇ ṛ ḷ が音素として確立している。ヒンディー語では ṇ はサンスクリットからの借用語にのみ現れ、ṛ は英語からの借用語を除いて ḍ と相補分布をなす。ただし、パンジャーブ語でも東部方言では ṇ/n, ḷ/l の区別をしない。

## 方言

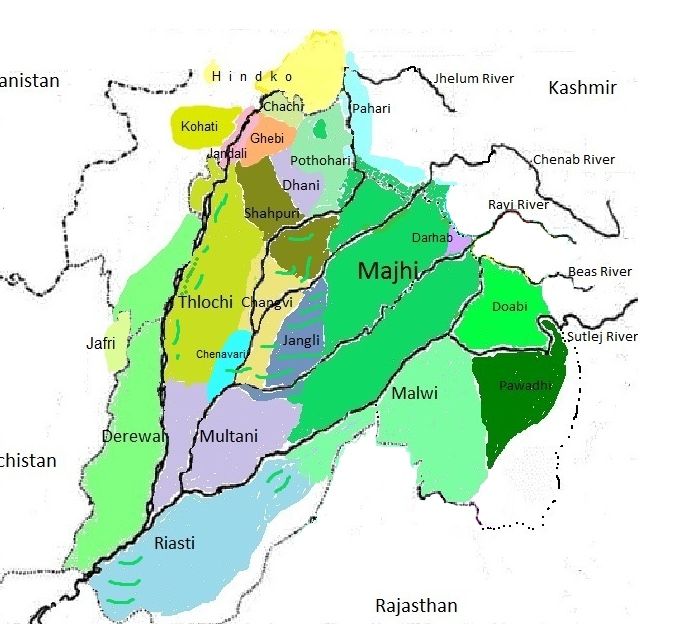
パンジャーブ語の「方言」

グリアソンは、インド言語調査において、西で話されているパンジャーブ語を「ラフンダー語」というパンジャーブ語とは異なる言語であると主張した。どこまでをひとつの言語とするかについては議論が分かれる。
パティヤーラーにあるパンジャービ大学（英: Punjabi University Patiala）では以下のように分類している。
| - バッティアーニー方言 - ラティー方言 - マルワイー方言 - ポワディー方言 - パハーリー方言 - ドアビー方言 - カングリー方言 - チャンビアリー方言 - ドグリー方言 - ワジェーラワディー方言 - バール・ディ・ボディー方言 - ジャンゴチー方言 - ジャトキー方言 - チェナブリー方言 | - ムルターニー方言 - バワルプリー方言 - タロチリー方言 - タリー方言 - ベロチー方言 - カチー方言 - アワンカリー方言 - ダーニー方言 - ゲビー方言 - ヒンドキー方言 - スワエン方言 - チャッチー方言 - ポトハリー方言 - プンチー方言 |

この中では、ドーグリー語のようにインド政府によって1個の独立した言語として認められているものも含まれる。
エスノローグの18版では、次のように分類している。
- 東パンジャーブ語は、中央語群（ヒンディー語などを含む）のパンジャーブ語群に含める。
- 西パンジャーブ語、ヒンドコ語、サライキ語などは北西語群（シンド語やダルド語群を含む）のラフンダー語に含める。
- ドーグリー語、カーングリー語はインド語派北部語群の西パハール語群に含める。

これは一見グリアソンの分類にしたがっているようだが、エスノローグのいう西パンジャーブ語とはパキスタンのパンジャーブ語のことにすぎず、実際にはインドの東パンジャーブ語とのちがいはきわめて小さい（サライキ語との違いはずっと大きい）。

## 表記
パキスタンではシャームキー文字（シャー・ムキー体）というナスタアリーク体を変えたアラビア文字を用いる。
インドではシャーラダー文字の系統のグルムキー文字を用いる。パンジャーブ州以外の住民はデーヴァナーガリー文字を用いることもある。

## 関連文献
- Bhatia, T. "Punjabi: A Cognitive-Descriptive Grammar", 1993. p 279. ISBN 0-415-00320-2
- The Times of India - "Punjabi, Urdu made official languages in Delhi" 25 June 2003
- Canadian Census Data (2001)
- Advanced Centre for Technical Development of Punjabi Language, Literature and Culture
- Masica, CP, "The Indo-Aryan Languages", ISBN 0-521-29944-6, p 20